# Matthew Lillard
Matthew Lillard (Lansing, Michigan, 24 de gener de 1970) és un actor i director estatunidenc. La seva filmografia com a actor inclou títols com Una assassina molt especial (1994), Hackers (1995), Si les parets parlessin (1996), Scream, Love's Labour's Lost (2000), Scream 3 (2000), Scooby-Doo (2002), Scooby-Doo 2: Monsters Unleashed (2004), Scream 4 (2011), The Descendants (2011) i Trouble with the Curve (2012).

## Biografia
Matthew Lillard és fill de Paula i Jeffrey Lillard,i va créixer a Tustin (Califòrnia). Va anar a l'escola Foothill High a Santa Ana (Califòrnia), i posteriorment a l'Acadèmia Americana d'Arts Dramàtiques de Pasadena (Califòrnia), amb el també actor Paul Rudd, i a l'escola de teatre Circle in the Square a Nova York. En la secundària Lillard va ser coamfitrió d'un programa de televisió de curta durada titulat SK8 -TV. Una vegada finalitzats els seus estudis va ser contractat com a extra de Ghoulies III: Ghoulies Go to College (1991).
El 1995 Lillard va actuar en la pel·lícula de suspens informàtic Hackers com Emmanuel Goldstein, conegut en la trama amb el pseudònim de Cereal Killer, i 'any següent va actuar en la pel·lícula de terror Scream com Stu Macher. També va actuar com Stevo en la pel·lícula independent SLC Punk!, i va tenir un paper secundari en 13 fantasmes. El 2002 va ser triat com Shaggy Rogers en el live-action de Scooby Doo, un paper que va repetir més tard en la seqüela del 2004 Scooby-Doo 2: Desbocat. Malgrat no va mantenir el paper de les últimes pel·lícules d'acció en viu de la sèrie, Lillard ha estat Shaggy en produccions d'animació des de 2009, prenent oficialment el paper de l'anterior actor que feia la veu de Shaggy, Casey Kasem, que malauradament va morir.
Al juliol i agost de 2011, Lillard va produir i dirigir el seu primer llargmetratge, Fat Kid Rules the World a Seattle, basat en el llibre de K. L. Going del mateix nom. Aquell mateix any va aparèixer en la pel·lícula d'Alexander Payne, The Descendants, i el 2012, va ser l'estrella convidada a la sèrie de la CBS Criminal Minds en l'episodi "The Apprenticeship", dirigida per Rob Bailey.

## Vida personal
El 2000, Lillard es va casar amb Heather Helm, amb qui va tenir tres fills. L'octubre de 2005, Lillard va participar en un torneig de Dungeons & Dragons contra els membres de l'Organització Gaming Club Missions en el Magic Castle de Hollywood.
Un dels seus últims papers, és a la pel·lícula Swindle, en la qual va treballar amb les estrelles de iCarly Jennette McCurdy i Noah Munck, amb l'estrella de Victorious Ariana Grande, i amb Ciara Bravo, Noah Crawford i Chris O'Neal.

## Filmografia

### Cinema
| Any  | Títol                                                        | Personatge                         | Notes               |
| ---- | ------------------------------------------------------------ | ---------------------------------- | ------------------- |
| 1991 | Ghoulies III: Ghoulies Go to College                         | Stork                              | com Matthew Lynn    |
| 1994 | Una assassina molt especial (Serial Mom)                     | Chip Sutphin                       |                     |
| 1995 | Animal Room                                                  | Doug Van Housen                    |                     |
| 1995 | Ride for Your Life                                           | Nash                               |                     |
| 1995 | Mad Love                                                     | Eric Webber                        |                     |
| 1995 | Hackers, pirates informàtics (Hackers)                       | Emmanuel "Cereal Killer" Goldstein |                     |
| 1995 | Tarantella                                                   | Matt Reynolds                      |                     |
| 1996 | Si les parets parlessin (If These Walls Could Talk)          | manifestant anti-avortament        | Segment: "1996"     |
| 1996 | Scream                                                       | Stuart "Stu" Macher                |                     |
| 1997 | Scream 2                                                     | noi en una festa                   | no surt als crèdits |
| 1998 | The Curve                                                    | Tim Jackson                        |                     |
| 1998 | Senseless                                                    | Tim LaFlour                        |                     |
| 1998 | Telling You                                                  | Adam Ginesberg                     |                     |
| 1998 | Without Limits                                               | Roscoe Devine                      |                     |
| 1998 | SLC Punk!                                                    | Steven "Stevo" Levy                |                     |
| 1999 | Spanish Judges                                               | Jack Fisher                        |                     |
| 1999 | Algú com tu (She's All That)                                 | Brock Hudson                       |                     |
| 1999 | Cap d'esquadró (Wing Commander)                              | Tinent Todd "Maniac" Marshall      |                     |
| 2000 | Treballs d'amors perduts (Love's Labour's Lost)              | Longaville                         |                     |
| 2000 | Dish Dogs                                                    | Jason                              |                     |
| 2001 | Finder's Fee                                                 | Fishman                            |                     |
| 2001 | Triangle Square                                              | Snake Eater                        |                     |
| 2001 | Summer Catch                                                 | Billy Brubaker                     |                     |
| 2001 | 13 fantasmes (Thirteen Ghosts)                               | Dennis Rafkin                      |                     |
| 2002 | Scooby-Doo                                                   | Shaggy Rogers                      |                     |
| 2003 | Looney Tunes: De nou en acció (Looney Tunes: Back in Action) | ell mateix                         | cameo               |
| 2004 | The Perfect Score                                            | Larry                              |                     |
| 2004 | Scooby-Doo 2: Monsters Unleashed                             | Shaggy Rogers                      |                     |
| 2004 | Obsessió (Wicker Park)                                       | Luke                               |                     |
| 2004 | Without a Paddle                                             | Jerry Conlaine                     |                     |
| 2005 | Karas: The Prophecy                                          | Eko                                | veu                 |
| 2006 | Bickford Shmeckler's Cool Ideas                              | Spaceman                           |                     |
| 2006 | The Groomsmen                                                | Dez Howard                         |                     |
| 2007 | In the Name of the King: A Dungeon Siege Tale                | Duke Fallow                        |                     |
| 2007 | What Love Is                                                 | Sal                                |                     |
| 2007 | One of Our Own                                               | Bob                                | també co-productor  |
| 2007 | Karas: The Revelation                                        | Eko                                | veu                 |
| 2008 | Spooner                                                      | Herman Spooner                     | també co-productor  |
| 2009 | Messages Deleted                                             | Joel Brandt                        |                     |
| 2009 | Osh Kosh B'Gosh: Under the Overall                           | Lloyd B'Gosh                       | curtmetratge        |
| 2009 | All's Faire in Love                                          | Crocket                            |                     |
| 2009 | Endless Bummer                                               | Mike Mooney                        |                     |
| 2009 | Extreme Movie                                                | ell mateix                         |                     |
| 2010 | Scooby-Doo! Abracadabra-Doo                                  | Shaggy Rogers                      | veu                 |
| 2010 | Scooby-Doo! Camp Scare                                       | Shaggy Rogers                      | veu                 |
| 2011 | Larger than Life                                             | Jack                               |                     |
| 2011 | Scream 4                                                     | noi al Stab-a-thon                 | no surt als crèdits |
| 2011 | Scooby-Doo! Legend of the Phantosaur                         | Shaggy Rogers / Shaky Joe          | veu                 |
| 2011 | The Descendants                                              | Brian Speer                        |                     |
| 2011 | The Pool Boys                                                | Roger                              |                     |
| 2012 | Scooby-Doo! Music of the Vampire                             | Shaggy Rogers                      | veu                 |
| 2012 | Home Run Showdown                                            | Joey                               |                     |
| 2012 | Cop d'efecte (Trouble with the Curve)                        | Philip                             |                     |
| 2012 | Big Top Scooby-Doo!                                          | Shaggy Rogers                      | veu                 |
| 2012 | Deep Dark Canyon                                             | Jack Cavanaugh                     |                     |
| 2012 | Fat Kid Rules the World                                      | Guidance counselor                 | també director      |
| 2012 | Dear Dracula                                                 | Mailman Gus                        | veu                 |
| 2012 | Abominable Christmas                                         | Dogcatcher                         | veu                 |
| 2013 | Scooby-Doo! Mask of the Blue Falcon                          | Shaggy Rogers                      | veu                 |
| 2013 | Scooby-Doo! Adventures: The Mystery Map                      | Shaggy Rogers                      | veu                 |
| 2013 | Return to Nim's Island                                       | Jack Rusoe                         |                     |
| 2013 | Scooby-Doo! Stage Fright                                     | Shaggy Rogers                      | veu                 |
| 2013 | The Naughty List                                             | Tinsel                             | veu                 |
| 2013 | National Lampoon Presents Surf Party                         | Mooney                             |                     |
| 2014 | Match                                                        | Mike                               |                     |
| 2014 | Scooby-Doo! WrestleMania Mystery                             | Shaggy Rogers                      | veu                 |
| 2014 | Axel: The Biggest Little Hero                                | Lizard King                        | veu                 |
| 2014 | Scooby-Doo! Frankencreepy                                    | Shaggy Rogers                      | veu                 |
| 2014 | Under Wraps                                                  | Peter                              | veu                 |
| 2015 | Bloodsucking Bastards                                        | executiu de Phallucyte             | no surt als crèdits |
| 2015 | Scooby-Doo! Moon Monster Madness                             | Shaggy Rogers                      | veu                 |
| 2015 | Scooby-Doo! and Kiss: Rock and Roll Mystery                  | Shaggy Rogers                      | veu                 |
| 2016 | Lego Scooby-Doo! Haunted Hollywood                           | Shaggy Rogers                      | veu                 |
| 2016 | Scooby-Doo! and WWE: Curse of the Speed Demon                | Shaggy Rogers                      | veu                 |
| 2016 | Six LA Love Stories                                          | Alan Mackey                        |                     |
| 2017 | Scooby-Doo! Shaggy's Showdown                                | Shaggy Rogers                      | veu                 |
| 2017 | Lego Scooby-Doo! Blowout Beach Bash                          | Shaggy Rogers                      | veu                 |
| 2018 | Scooby-Doo! & Batman: The Brave and the Bold                 | Shaggy Rogers                      | veu                 |
| 2018 | Scooby-Doo! and the Gourmet Ghost                            | Shaggy Rogers                      | veu                 |
| 2019 | Scooby-Doo! and the Curse of the 13th Ghost                  | Shaggy Rogers                      | veu                 |
| 2019 | Scooby-Doo! Return to Zombie Island                          | Shaggy Rogers                      | veu                 |

### Televisió
- SK8-TV (1990)
- American Dad!! (1a temporada, episodi 6, "Homeland Insecurity") (2005)
- Law & Order: Special Victims Unit (10a temporada, episodi 16, "Ballerina") (2009)
- House (2011)[6]
- Criminal Minds (2011) (episodi "The Apprenticeship")
- Two and a Half Men (2012)
- The Bridge (2013)
- The Good Wife (7a temporada, episodi 12, "Tracks") (2014)
- Twin Peaks (2017)

## Guardons

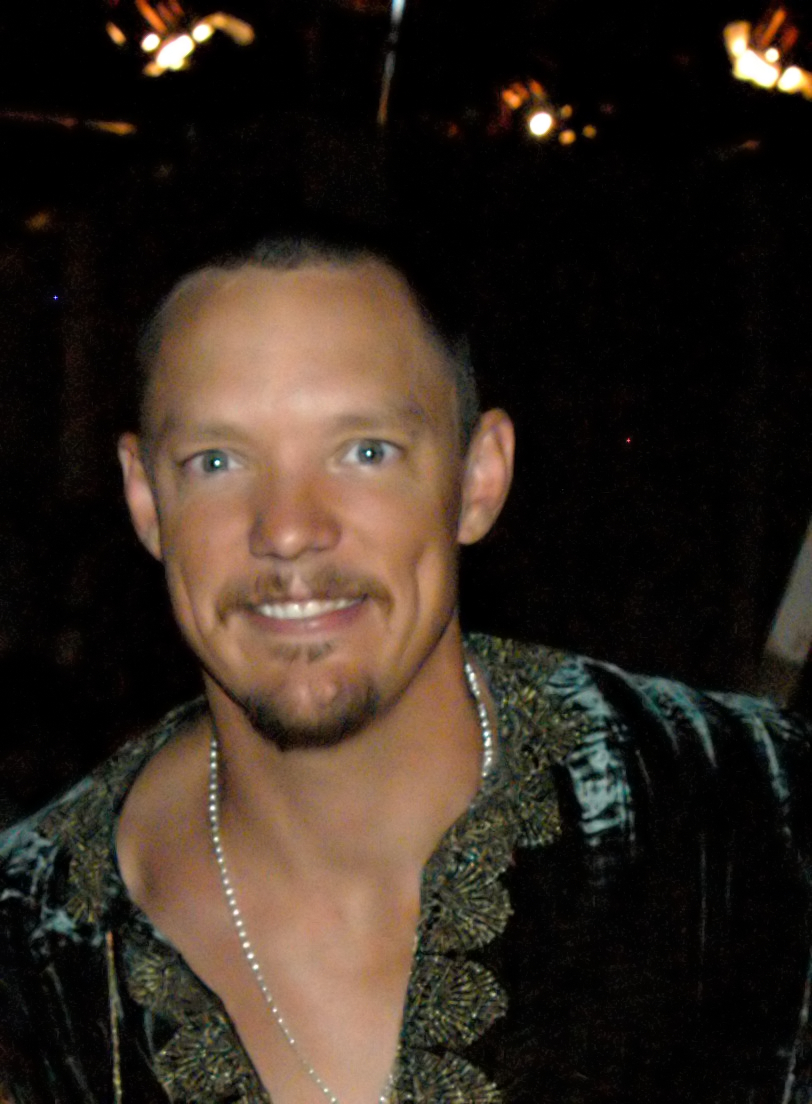
Lillard el 2005

| Any  | Títol                                | Organització                                      | Categoria                                                                       | Resultat  | Ref    |
| ---- | ------------------------------------ | ------------------------------------------------- | ------------------------------------------------------------------------------- | --------- | ------ |
| 1999 | SLC Punk!                            | Festival Internacional de Cinema de Mar del Plata | Millor actor                                                                    | Guanyador | [ 7 ]  |
| 2002 | Scooby-Doo                           | Premis Teen Choice                                | Millor actor de comèdia                                                         | Nominat   |        |
| 2003 | Scooby-Doo                           | Premis Kids' Choice                               | Pet preferit en una pel·lícula                                                  | Guanyador | [ 8 ]  |
| 2011 | The Descendants                      | Premis Gotham                                     | Millor interpretació de repartiment                                             | Nominat   | [ 9 ]  |
| 2011 | The Descendants                      | Premi de la Southeastern Film Critics Association | Millor repartiment                                                              | Nominat   | [ 10 ] |
| 2012 | Scooby-Doo! Legend of the Phantosaur | Premi Behind the Voice Actors                     | Millor repartiment vocal en un títol o curt especial de televisió/directe a DVD | Nominat   | [ 11 ] |
| 2012 | The Descendants                      | Premi de la Central Ohio Film Critics Association | Millor repartiment                                                              | Nominat   | [ 12 ] |
| 2012 | Fat Kid Rules the World              | Festival de Cinema d'Oldenburg                    | Premi German Independence – Premi del públic                                    | Nominat   | [ 13 ] |
| 2012 | The Descendants                      | Premi del Sindicat d'Actors de Cinema             | Millor interpretació d'un repartiment en una pel·lícula                         | Nominat   |        |
| 2012 | Fat Kid Rules the World              | Festival South by Southwest                       | Narrative Spotlight                                                             | Guanyador | [ 14 ] |
| 2013 | Scooby-Doo! Mystery Incorporated     | Premi Behind the Voice Actors                     | Millor repartiment vocal en una sèrie de televisió de comèdia o musical         | Nominat   | [ 15 ] |
| 2013 | Fat Kid Rules the World              | Festival de Cinema de Zlín                        | Millor pel·lícula per a joves - Premi principal del jurat de nens               | Nominat   | [ 16 ] |
| 2013 | Fat Kid Rules the World              | Festival de Cinema de Zlín                        | Millor pel·lícula per a joves - Golden Slipper                                  | Nominat   | [ 16 ] |
| 2014 | Scooby-Doo! Mask of the Blue Falcon  | Premi Behind the Voice Actors                     | Millor repartiment vocal en un títol o curt especial de televisió/directe a DVD | Nominat   | [ 17 ] |